# دفاع از باستانیان
دفاع از باستانیان (به انگلیسی: Defense of the Ancients) (یا به اختصار DOTA) یک ماد در سبک میدان جنگ چند نفره آنلاین برای بازی وارکرفت ۳: تخت یخ‌زده و وارکرفت ۳: پادشاهی آشوب است. این بازی یکی از بازی‌های اصلی مسابقات بازی‌های کامپیوتری است و مسابقات گسترده مختص به این بازی برگزار می‌شود. در ساخت بازی از نقشهٔ Aeon of Strife بازی استارکرفت الهام گرفته شده‌است.
در سال ۲۰۰۹ شرکت بازی سازی والو توسعه‌دهندهٔ این ماد آیس‌فراگ را استخدام کرده و مالکیت فکری دوتا را کسب کرد تا دنباله‌ای مستقل از وارکرفت ۳ برای بازی با نام دوتا ۲ بسازد که در سال ۲۰۱۳ منتشر شد.

## گیم پلی
بازی به سبک استراتژی است و بازیکنان در دو تیم پنج نفره Sentinel و Scourge بازی می‌کنند و هر بازیکن یک قهرمان(Hero) را کنترل می‌کند.
هر قهرمان دارای قدرت‌ها و جادوهای خاص و شیوهٔ بازی متفاوت است. اعضای تیم باید با هم همکاری کنند و یک شخص به‌تنهایی نمی‌تواند به آسانی بازی را ببرد.
هدف در این بازی قوی‌تر کردن قهرمان با افزایش سطح (level Up) و خرید سلاح/آیتم (Item) مناسب و هدف اصلی‌، نابودی پایگاه اصلی دشمن است.

برای رسیدن به پایگاه دشمن سه راه وجود دارد و در آن طی یک زمان‌بندی، نیروهای کامپیوتر به صورت خودکار به سمت پایگاه دشمن ارسال می‌شود اما وظیفهٔ اصلی را در این بازی قهرمانان به عهده دارند.
در این نقشه برخلاف روند وارکرفت ۳ که در آن علاوه بر طلا، چوب هم از منابع اصلی بازی بود تلاش بازیکنان برای به دست آوردن طلاست که از معادن استخراج نمی‌شود بلکه با کشتن نیروها، قهرمانان دشمن و همچنین موجودات درون جنگل جمع‌آوری می‌شود.

## توسعه
سازنده و ناشر وارکرفت ۳ استودیوی بلیزارد انترتینمنت است اما نقشهٔ بازی دوتا توسط حالت World Editor (ویرایش بازی) که درون بازی وارکرفت ۳ وجود دارد و توسط سه شخص به نام‌های مستعار Eul و Guinsoo و Ice frog ساخته شده است.
اولین نسخه این نقشه در سال ۲۰۰۳ ارائه شد.

## بازخورد
دوتا باعث افزایش شهرت این سبک از بازی‌ها در جهان شد و راه را برای آینده این گونه از بازی‌ها باز کرد.
دوتا در سال ۲۰۰۵ به یکی از مسابقات رسمی و مهم شرکت بیلیزارد تبدیل گردید و خیلی سریع اصلی‌ترین مسابقه مسابقات کشورهای مالزی و سنگاپور در سال ۲۰۰۶ شد. مسابقات جام جهانی بازی‌های کامپیوتری در سال ۲۰۰۸ باعث تثبیت قدرت این بازی در جهان گردید. در کشورهای فیلیپین و تایلند آمار بازیکنان این بازی خیلی بیشتر از بازی کانتر استریک است. در سوئد آهنگی به اسم "Vi sitter i Ventrilo och spelar DotA" (ما نشستیم و دوتا بازی می‌کنیم) توسط خواننده سوئدی بیس‌هانتر در سال ۲۰۰۶ ساخته شد که در بسیاری از کشورهای شمال اروپا نظیر نروژ و فنلاند هم معروف شد.